# Hampton Roads Naval Museum
Musée naval de Hampton Roads
Le Hampton Roads Naval Museum à Norfolk, en Virginie (États-Unis), est l'un des 10 musées américains officiels gérés par l'US Navy, sous la direction du Naval History & Heritage Command. Il célèbre la longue histoire de la marine américaine dans la région de Hampton Roads et partage le même bâtiment avec le Nauticus au centre-ville. En décembre 2008, le musée naval de Hampton Roads a été accrédité par l'American Alliance of Museums, l'étalon-or pour l'accréditation des musées.

## Historique
Le musée a ouvert ses portes le 31 août 1979 dans l'historique Pennsylvania House. Ce bâtiment, une réplique de l'Independence Hall, est l'un des pavillons d'État restants du Jamestown Exposition de 1907 à Jamestown, une exposition universelle. Un effort majeur pendant le mandat du musée à Pennsylvania House a été l'installation en 1984 d'une grande exposition sur la guerre de Sécession à Hampton Roads.

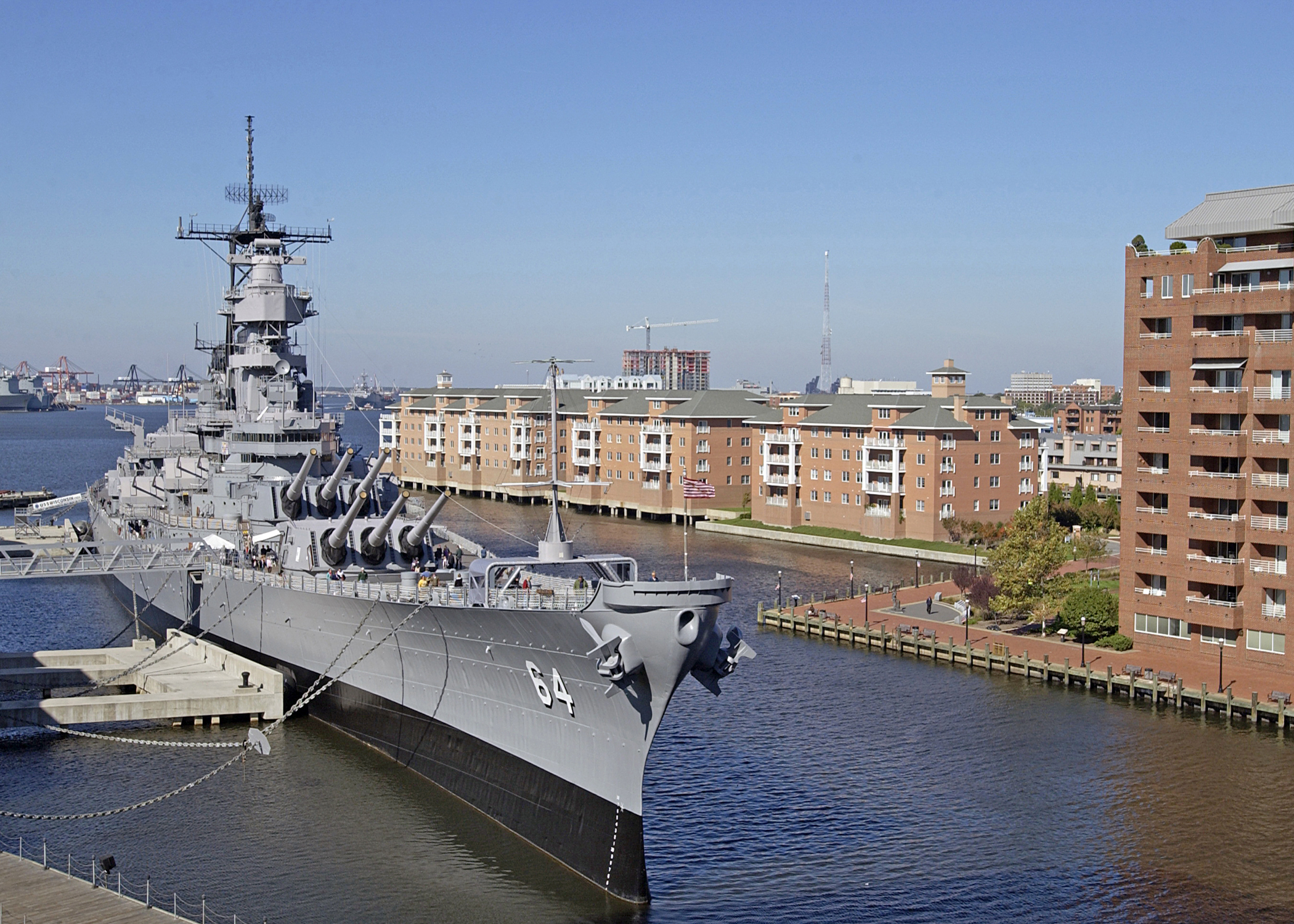
USS Wisconsin.

Au cours des années 1980, la ville de Norfolk a invité le musée à déménager dans un nouveau centre maritime du centre-ville. L'US Navy a accepté l'offre et, en 1994, le musée naval de Hampton Roads a ouvert ses portes au Nauticus National Maritime Center. Avec le déménagement, l'espace d'exposition du musée a considérablement augmenté, tout en augmentant le nombre de programmes éducatifs.
En 2000, le musée a entrepris la gestion du cuirassé de classe Iowa USS Wisconsin (BB-64), qui a été amarré à côté de Nauticus cette année-là et a ouvert au public le 16 avril 2001. En décembre 2009, l'US Navy a fait don du cuirassé à la ville de Norfolk, mettant fin à la surveillance du navire.

## Programmes et Collections
Les expositions temporaires spéciales de ces dernières années ont inclus « Les animaux et la marine américaine », « Cuba Libre : la guerre hispano-américaine dans les Caraïbes » et « Pax Americana : la marine américaine à l'ère de la paix violente ».
Le musée propose également des visites guidées, une série de conférences et des programmes éducatifs. Un corps de bénévoles actifs participe à toutes les fonctions du musée. Une bibliothèque de référence, des archives et un fonds photographique spécialisé dans le matériel naval régional sont ouverts au public sur rendez-vous.
Les expositions permanentes du musée comprennent des documents sur la bataille de la baie de Chesapeake (1781), la guerre de Sécession à Hampton Roads, la Grande flotte blanche, la Seconde Guerre mondiale et la guerre froide. Les collections du musée sont importantes dans les domaines des estampes navales, des maquettes de navires et de l'archéologie sous-marine. Le musée naval de Hampton Roads est le dépôt officiel des restes de deux épaves de la guerre civile : USS Cumberland (en) et CSS Florida.